# Sinitovo
Sinitovo (bulgariska: Синитово) är ett distrikt i Bulgarien.   Det ligger i kommunen Obsjtina Pazardzjik och regionen Pazardzjik, i den centrala delen av landet, 110 km sydost om huvudstaden Sofia.
Trakten runt Sinitovo består till största delen av jordbruksmark. Runt Sinitovo är det ganska tätbefolkat, med 199 invånare per kvadratkilometer.